# Phragmataecia gummata
Phragmataecia gummata is een vlinder uit de familie van de houtboorders (Cossidae). De wetenschappelijke naam van de soort werd voor het eerst geldig gepubliceerd in 1892 door Swinhoe.